# 佐藤明
佐藤 明（さとう あきら、1930年7月30日 - 2002年4月2日）は、日本の写真家。
東京都出身。横浜国立大学経済学部卒業後、奈良原一高、東松照明、川田喜久治、細江英公、丹野章とグループ「VIVO」を結成した。1963年から2年間海外に渡った。1966年に写真批評家協会作家賞を、1998年に日本写真協会年度賞を受賞した。
2002年4月2日、肝腫瘍のため死去。

## 主な作品
- 『女』（1971年、中央公論社）
- 『北欧散歩』（1977年）
- 『彩：佐藤明豊島区を撮る』（1991年）
- 『バロック・アナトミア』（1994年、河出書房新社）
- 『フィレンツェ』（1997年、講談社）
- 『おんな・そして・白夜』（1998年）
- 『プラハ』（2003年、新潮社）